# Кабрера, Диего (футболист, 2005)
Дие́го Тоби́ас Кабре́ра Амари́лья (исп. Diego Tobías Cabrera Amarilla; род. 29 января 2005, Санта-Крус-де-ла-Сьерра) — боливийский футболист, нападающий клуба «Ориенте Петролеро».

## Клубная карьера
Кабрера — воспитанник клуба «Ориенте Петролеро». 6 сентября 2022 года в матче против «Ауроры» он дебютировал в боливийской Примеры. 16 октября в поединке против «Пальмафлор дель Тропико» Диего забил свой первый гол за «Ориенте Петролеро».

## Международная карьера
В 2025 году Кабрера в составе молодёжной сборной Боливии принял участие в молодёжном чемпионате Южной Америки в Венесуэле. На турнире он сыграл в матчах против команд Бразилии, Аргентины и Колумбии. 